# Superfinal de la Liga de Fútbol Femenino (Panamá)
La Superfinal de la Liga de Fútbol Femenino, es el nombre que recibe la fase final del Campeonato Nacional de Liga de Primera División de fútbol femenil en Panamá. Se trata de un método utilizado desde la temporada 2020-21 con el cual se pretende mejorar las posibilidades de clasificación a los clubes campeones de ambos torneos, a los torneos internacionales, con ello la espectacularidad del campeonato en sus etapas finales y los beneficios que se derivan de ello, tanto en lo deportivo como en lo económico y social.

## Instauración
En temporadas anteriores a la utilización de este formato, en la primera edición del torneo 2017, la Sociedad Deportiva Atlético Nacional accedió de manera directa. Posteriormente en la temporada 2018-19, el Club Deportivo Universitario se coronó campeón de ambos torneos por lo cual también accedió de forma directa. 
Desde la temporada 2020-21 se realiza un partido de Gran Final (Campeón Clausura y Campeón Apertura) para que el equipo vencedor de este partido accede de forma directa a la Copa Interclubes de la Uncaf Femenino.

## Método de competición
Los dos equipos campeones de los torneos Clausura y Apertura se disputan la plaza al torneo internacional. El partido se disputa en su tiempo reglamentario (90 minutos), si al término del mismo los equipos estuviesen igualados en cuanto a goles, el mecanismo de desempate a aplicar en primer lugar sería Prórroga, de continuar igualados, el mecanismo de desempate a aplicar en segundo lugar sería Tiros desde el punto penal, hasta que se defina un vencedor o ganador.

## Historial
| 2020-21 | I  | Tauro F.C. (1)    | 4:1 | C.D. Universitario (1) |
| 2021-22 | II | Bandera de Panamá | :   | Bandera de Panamá      |

## Títulos por equipo
| Club                | Títulos | Subtítulos | Años campeón | Años subcampeón |
| ------------------- | ------- | ---------- | ------------ | --------------- |
| Tauro F. C.         | 1       | 0          | 2020-21      |                 |
| C. D. Universitario | 0       | 1          |              | 2020-21         |